# Mambo
Mambo (стара назва Mambo Open Source або MOS) — це вільне програмне забезпечення/відкрите програмне забезпечення, система керування вмістом для створення і редагування вебсайтів через простий інтерфейс. Це привернуло багато користувачів завдяки своєму простому використанню. Команда розробників Mambo досить консервативно ставиться до оновлень свого програмного забезпечення, тому в результаті форку 17 серпня 2005 з'явився новий проєкт — Joomla!.

## Можливості
Mambo включає розширені можливості такі як: кешування для покращення швидкодії на повільних сайтах, розширену систему шаблонів і досить надійний API. Mambo може надавати RSS потоки і автоматизовувати багато задач, включаючи вебіндексування статичних сторінок.